# Platteville (Colorado)
Pour les articles homonymes, voir Platteville.
Platteville est une ville du comté de Weld dans le Colorado.
La ville doit son nom à la rivière Platte.

## Démographie
Selon le recensement de 2010, sa population est de 2 485 habitants. La municipalité s'étend sur 2,54 milles carrés (6,58 km2).
| 1890 | 1900 | 1910 | 1920 | 1930 | 1940 |
| ---- | ---- | ---- | ---- | ---- | ---- |
| 213  | 263  | 430  | 479  | 533  | 561  |

| 1950 | 1960 | 1970 | 1980  | 1990  | 2000  |
| ---- | ---- | ---- | ----- | ----- | ----- |
| 570  | 582  | 683  | 1 662 | 1 515 | 2 370 |

| 2010  | - | - | - | - | - |
| ----- | - | - | - | - | - |
| 2 485 | - | - | - | - | - |